# Ninlil
Ninlil nebo Nin-lil(a) – v sumersko-akkadské mytologii paní větru, manželka boha Enlila.
Její hlavní funkcí bylo krotit svého manžela Enlila, který často vydával poněkud drastická rozhodnutí vůči lidem. Mimo toho ochraňovala úrodnou půdu.

## Rodinné poměry
- matka: Nunbaršegunu
- manžel: Enlil
- děti: Nanna (Sín)
  - Nergal
  - Ninazu
  - Enbilulu
  - Ninurta